# Vista Santa Rosa (California)
Vista Santa Rosa es un lugar designado por el censo ubicado en el condado de Riverside en el estado estadounidense de California. En el año 2010 tenía una población de 2.926 habitantes.

## Geografía
Vista Santa Rosa se encuentra ubicado en las coordenadas 33°38′28.09″N 116°12′39.27″O / 33.6411361, -116.2109083.